# Kulturåret 1773

## Händelser
- 18 januari – Operan och Kungliga Baletten i Stora Bollhuset i Stockholm invigs av Gustav III med ett uppförande av Francesco Antonio Uttinis opera Thetis och Pelée.[1]
- Okänt datum - Ulrika Pasch invald som ledamot av Konstakademien.
- Okänt datum - Carl Lunderberg blir invald som ledamot i Konstakademien.
- Okänt datum - Sverige får sina första hovsångare.
- Okänt datum - Den första Humlegårdsteatern invigs.
- De Nymodiga Fruntimren

## Nya verk
- Thetis och Pelée på Operan i Stockholm.

Språkvetenskap
- Dialectus vestrogothica av Sven Hof

## Födda
- 22 februari - Vincenzo Camuccini (död 1844), italiensk målare.
- 6 april - James Mill (död 1836), skotsk historiker, nationalekonom och filosof.
- 3 maj - Giuseppe Acerbi (död 1846), italiensk reseskildrare.
- 31 maj - Ludwig Tieck  (död 1853), tysk poet, romantiker.
- 13 juli - Wilhelm Heinrich Wackenroder (död 1798), tysk författare.
- 27 juli - Adolf Göran Mörner (död 1838), svenskt statsråd och ledamot av Svenska Akademien.
- 9 november - Thomasine Christine Gyllembourg-Ehrensvärd (död 1856), dansk författare.
- 9 december - Marianne Ehrenström (död 1867), svensk hovdam och författare.
- okänt datum - Utagawa Toyohiro (död 1828), japansk målare.

## Avlidna
- okänt datum - Beata Sabina Straas (födelseår okänt), Sveriges första skådespelerska.
- okänt datum - Lars Salvius (född 1706), svensk boktryckare, bokhandlare och tidningsman.